# Пако Алкасер
Франсиско Алкасер Гарсија (шп. Francisco Alcácer García; 30. август 1993) професионални је шпански фудбалер који игра на позицији нападача и тренутно наступа за Виљареал и репрезентацију Шпаније.